# Kanton Le Cheylard
Kanton Le Cheylard (fr. Canton du Cheylard) je francouzský kanton v departementu Ardèche v regionu Rhône-Alpes. Skládá se ze 14 obcí.

## Obce kantonu
- Accons
- Le Chambon
- Le Cheylard
- Dornas
- Jaunac
- Mariac
- Nonières
- Saint-Andéol-de-Fourchades
- Saint-Barthélemy-le-Meil
- Saint-Christol
- Saint-Cierge-sous-le-Cheylard
- Saint-Genest-Lachamp
- Saint-Julien-Labrousse
- Saint-Michel-d'Aurance